# ASカザーレ・カルチョ
ASカザーレ・カルチョ（Associazione Sportiva Casale Calcio）はイタリア・ピエモンテ州カザーレ・モンフェッラートを本拠地とするサッカークラブ。2024-25シーズンは6部のプロモツィオーネに所属している。

## 歴史
1909年、カザーレFBC（Casale Foot Ball Club）として創設。リーグ戦が現在のセリエAの形式になる以前の1913-14シーズンに、1部リーグ優勝を果たしているが、以降トップリーグでのタイトル獲得はない。1920～30年代こそトップリーグに所属していたが、1933-34シーズンを最後にセリエAから遠ざかり、セリエB所属も1946-47シーズンが最後で、以降は下部リーグでの戦いが続いている。
クラブ名は度々変更され、1970年代からASカザーレ（Associazione Sportiva Casale）を名乗っていたが、セリエC2に所属していた1993年にクラブは経営破綻。現在の新会社を設立し、地域リーグのエッチェッレンツァ（当時6部、2014-15シーズン以降は5部）から再スタートを切った。

## タイトル

### 国内タイトル
- イタリア1部リーグ：1回
  - 1913-14
- セリエB：1回
  - 1929-30
- コッパ・イタリア・ディレッタンティ：1回
  - 1998-99

### 国際タイトル
なし

## 過去の成績
- 2000-01 セリエD・ジローネA 7位
- 2001-02 セリエD・ジローネA 11位
- 2002-03 セリエD・ジローネA 5位
- 2003-04 セリエD・ジローネA 1位 セリエC2昇格
- 2004-05 セリエC2・ジローネA 16位
- 2005-06 セリエC2・ジローネA 18位 セリエD降格
- 2006-07 セリエD・ジローネA 3位
- 2007-08 セリエD・ジローネA 13位
- 2008-09 セリエD・ジローネA 3位
- 2009-10 セリエD・ジローネA 3位 レガ・プロ昇格
- 2010-11 レガ・プロ・セコンダ・ディヴィジオーネ・ジローネA 10位
- 2011-12 レガ・プロ・セコンダ・ディヴィジオーネ・ジローネA 4位
- 2012-13 レガ・プロ・セコンダ・ディヴィジオーネ・ジローネA 17位 チーム破綻でプロモツィオーネ降格
- 2013-14 プロモツィオーネ・ピエモンテーゼ・ジローネB 2位 特別昇格
- 2014-15 エッチェッレンツァ・ピエモンテーゼ・ジローネB 2位
- 2015-16 エッチェッレンツァ・ピエモンテーゼ・ジローネB

## 歴代所属選手
- レアンドロ・レモンディーニ 1945-1946
- セルゲイ・パレイコ 1998-1999
- ダミアン・クリソストム 2007–2008
- レオナルド・パヴォレッティ 2011